# Ястребиново
Ястребиново (укр. Яструбинове) — село в Вознесенском районе Николаевской области Украины.
Основано в 1801 году. Население по переписи 2001 года составляло 1243 человек. Почтовый индекс — 56564. Телефонный код — 5134. Занимает площадь 2,573 км².

## Местный совет
56564, Николаевская обл., Вознесенский р-н, с. Ястребиново, пл. Центральная, 6

## Известные уроженцы
- Абакумов, Евгений Андреевич (1932—2012) — Герой Социалистического Труда.